# Pazo (Viones)
Pazo (llamada oficialmente O Pazo) es una aldea española situada en la parroquia de Viones, del municipio de Abegondo, en la provincia de La Coruña, Galicia.

## Demografía
| Gráfica de evolución demográfica de Pazo entre 1999 y 2018 |
|                                                            |
| Datos según el nomenclátor publicado por el INE.           |